# Manuel Álvarez Nazario
Manuel Álvarez Nazario (Aibonito, Puerto Rico, 7 de febrero de 1924 - Mayagüez, 29 de abril de 2001) fue un ensayista, periodista y filólogo puertorriqueño. 

## Labor académica
En 1971 fue elegido como Académico de Número de la Academia Puertorriqueña de la Historia y en 1978 fue nombrado Académico de Número de la Academia Puertorriqueña de la Lengua. En 1981 fue nombrado Miembro Correspondiente de la Academia Nacional de la Historia de Madrid y Miembro Correspondiente de la Academia de Geografía e Historia Guatemala. Al año siguiente, fue nombrado Miembro Correspondiente de la Academia Colombiana de Historia. En 1983, Miembro Correspondiente de la Academia Dominicana de la Historia. En 1990, fue elegido como Miembro Correspondiente de la Academia Nacional de la Historia de Venezuela. Al año siguiente, fue nombrado presidente de la Academia Puertorriqueña de la Lengua Española

## Labor docente
En 1943 trabaja como maestro en Salinas. De 1947 a 1950 trabaja de maestro en la Escuela Barbosa, Puerta de Tierra, San Juan de Puerto Rico. En 1949 trabaja de profesor de español en el Colegio de Agricultura y Artes Mecánicas. Al año siguiente, trabaja como maestro en el Colegio de Agricultura y Artes Mecánicas, en Mayagüez. 